# Александер Ягелончик
Александер Ягелончик (на полски: Aleksander Jagiellończyk; на беларуски: Аляксандр Ягелончык; на литовски: Aleksandras Jogailaitis – Александрас Йогайлайтис; * 5 август 1461, Краков, Кралство Полша; † 19 август 1506, Вилно, Велико литовско княжество) е велик княз на Литва в периода (1492 – 1506) и крал на Полша в периода (1501 – 1506) от династията Ягелони.

## Живот
Той е четвъртият син на Кажимеж IV Ягелончик и Елизабет фон Хабсбург. След смъртта на баща му през 1492 г. Александер го наследява като велик княз на Литва, а брат му Ян I Олбрахт става крал на Полша.
През 1495 г. Александер се жени за Елена Ивановна (1476 – 1513), дъщеря на руския велик княз Иван III и София Палеологина и сестра на Василий III, велик княз на Велико московско княжество (1505 – 1533). В чест на съпругата си Александър се задължавал да запази православната вяра в страната си. Така Елена Ивановна се превръща в покровителка на православните християни в литовската държава. През 1499 г. обаче, нарушавайки дадените обещания, Александер се опитва да я принуди да приеме католицизма, което подтиква голям брой православни литовски феодали да се преселят в Русия. Този негов акт става причина и за обявяване на нова Руско-литовска война от 1500 – 1503 г. и Литва губи територии.
След смъртта на брат му Ян I Олбрахт той става през 1501 г. полски крал. През 1505 г. сенатът в Радом решава правото на Nihil Novi и Полша става de facto Конституционна монархия и се образува нова полска система.
Александър умира на 45 години във Вилнюс и е погребан в катедралата „Св. Станислав“. Тъй като бракът му остава бездетен, след смъртта му московският велик княз Василий III (брат на Елена) прави опит с нейна помощ да заеме престола, но безуспешно. Крал на Полша и Литва става Зигмунт I и Елена Ивановна изпада в немилост.
- Александер Ягелончик
- Александер Ягелончик,
автор Ян Матейко
- Печат на Александър Ягелон, 1504